# Renaison
Renaison ist eine französische Gemeinde mit 3.220 Einwohnern (Stand: 1. Januar 2022) im Département Loire in der Region Auvergne-Rhône-Alpes. Renaison gehört zum Arrondissement Roanne und zum Kanton Renaison. Die Einwohner werden Renaissonnais genannt.

## Geographie
Renaison liegt etwa zehn Kilometer westlich von Roanne. Im Süden verläuft der gleichnamige Fluss Renaison, im Norden der Oudan. Im Westen der Gemeinde liegen zwei Stauseen (Barrage La Tache und Barrage Le Rouchain). Hier in den Weinbergen liegt das Weinbaugebiet Côte Roannaise. Umgeben wird Renaison von den Nachbargemeinden Saint-Haon-le-Vieux und Saint-Haon-le-Châtel im Norden, Saint-Romain-la-Motte im Nordosten, Pouilly-les-Nonains im Osten, Saint-André-d’Apchon im Süden, Arcon im Südwesten, Les Noës im Westen sowie Saint-Rirand im Nordwesten.

## Bevölkerungsentwicklung
| Jahr                       | 1962 | 1968 | 1975 | 1982 | 1990 | 1999 | 2006 | 2017 |
| Einwohner                  | 1713 | 1780 | 1918 | 2251 | 2563 | 2653 | 2834 | 3143 |
| Quellen: Cassini und INSEE |      |      |      |      |      |      |      |      |

## Sehenswürdigkeiten
- Kirche Saint-Pierre, 1896 erbaut (Glockenturm 1909), Monument historique seit 1991
- Kapelle Saint-Roch, von 1869 bis 1872 erbaut
- Schloss Beaucresson aus dem 15. Jahrhundert
- Schloss La Bernarde, zwischen 1720 und 1750 erbaut, seit 1979 Monument historique
- Schloss Taron aus dem 17. Jahrhundert

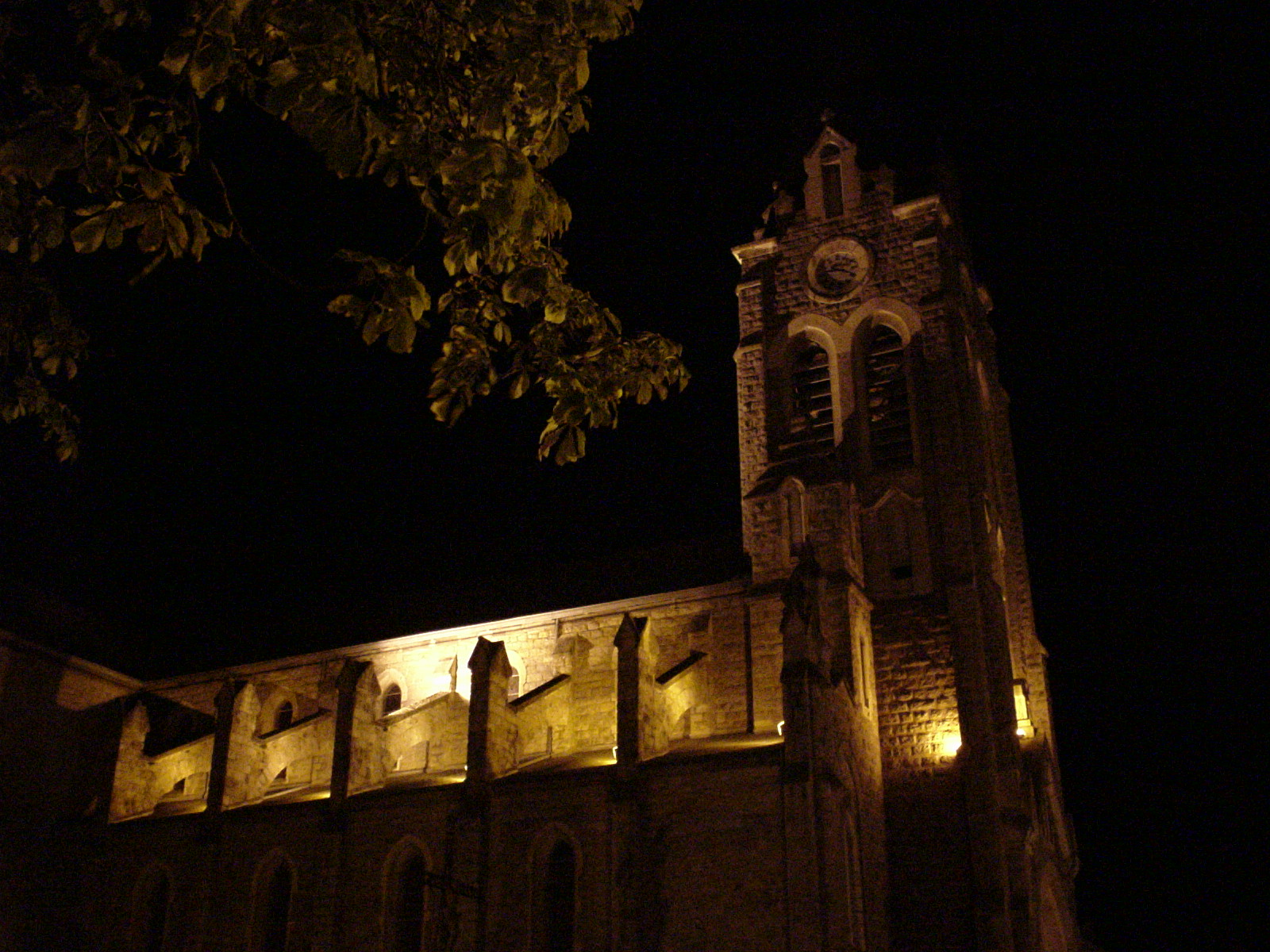
Kirche Saint-Pierre
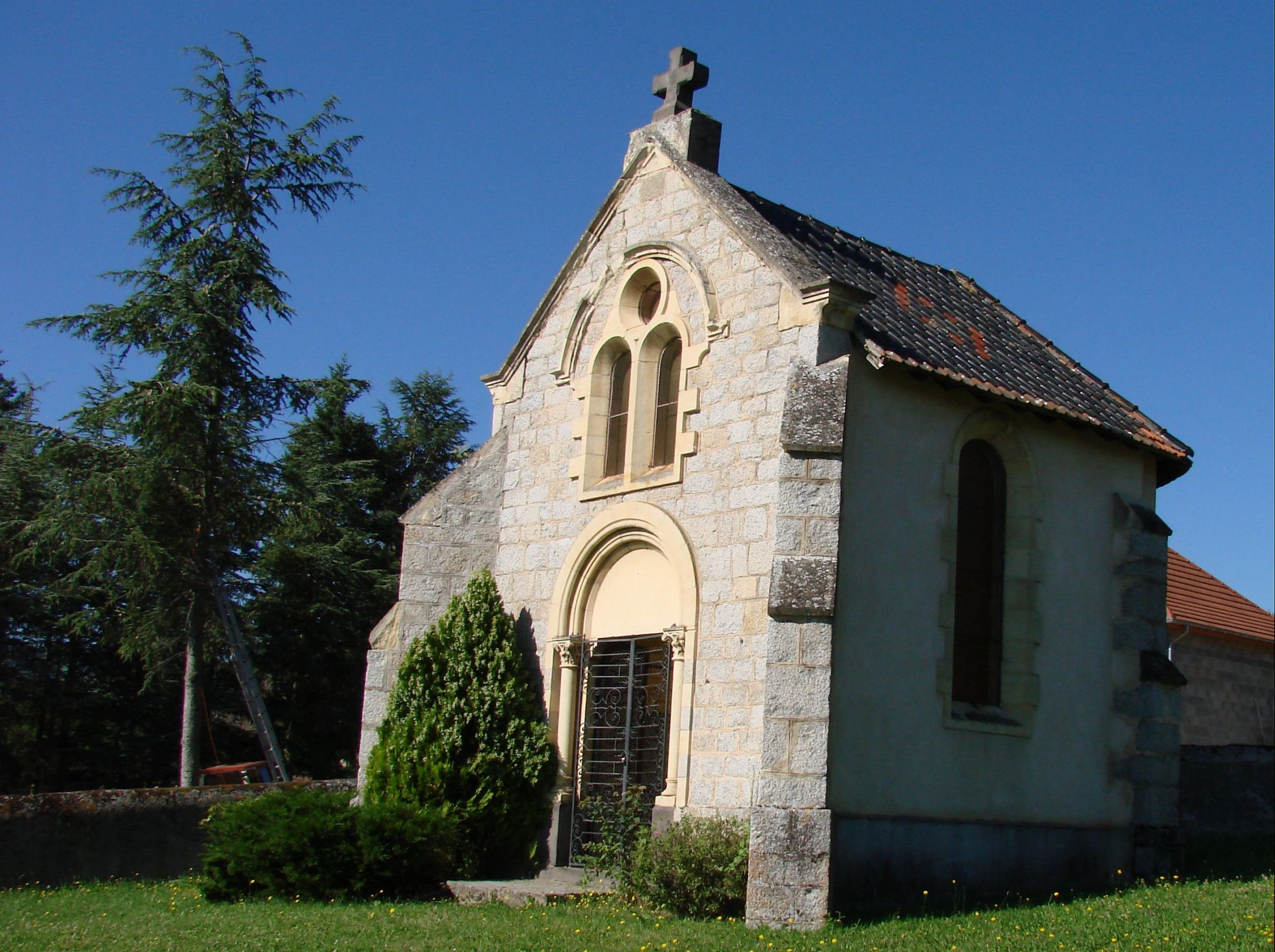
Kapelle Saint-Roch
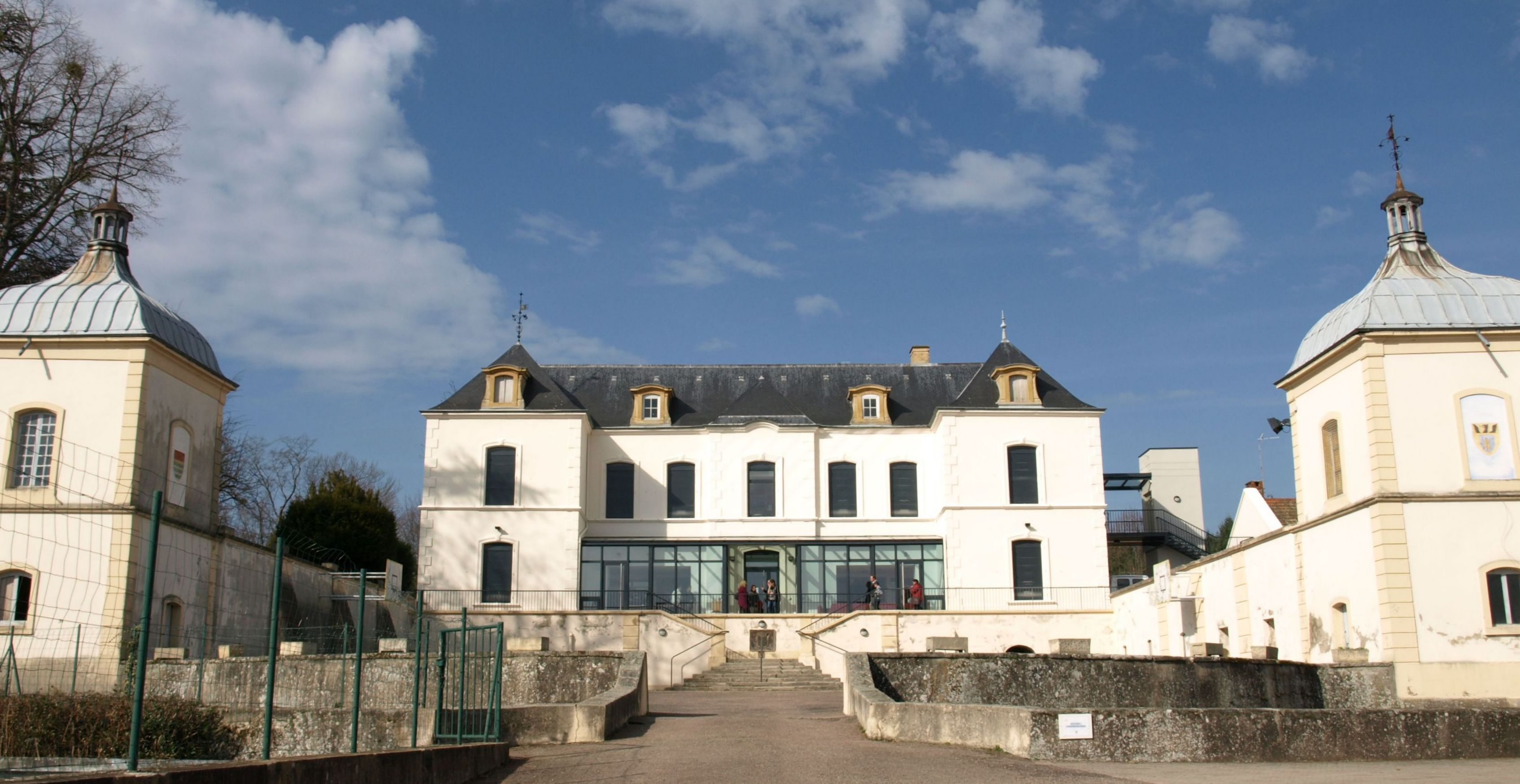
Schloss Taron

## Persönlichkeiten
- Pierre-André Retord (1803–1858), römisch-katholischer Ordensgeistlicher und Apostolischer Vikar von West-Tonking

## Gemeindepartnerschaften
Mit der schweizerischen Gemeinde Gruyères besteht seit Juni 1969 und mit der togolesischen Gemeinde Pagouda seit Juni 1994 eine Partnerschaft.